# BGOレコード
BGOレコード（BGO Records、Beat Goes On）は、は、クラシック・ロック、ブルース、ジャズ、フォーク・ミュージックに特化したレコード・レーベルである。
1965年、アンディ・グレイはアンディ・レコード (Andys Records)を開店し、サフォーク州ベリー・セント・エドマンズに露面店を設置した。年を経るごとに、彼はさらに多くの店を開いていった。アンディ・レコードは、熱心で知識豊富なスタッフがいることに誇りを持っていた。1987年、彼はベリー・セント・エドマンズを拠点とするマイク・ゴット (Mike Gott)と共に「BGOレーベル」を始めた。マイク・ゴットは2004年にレーベルを去り、自身のレーベル、ゴット・ディスクを設立した。しかし、ゴットは2008年後半になってBGOに戻ってきた。